# Bierpinsel

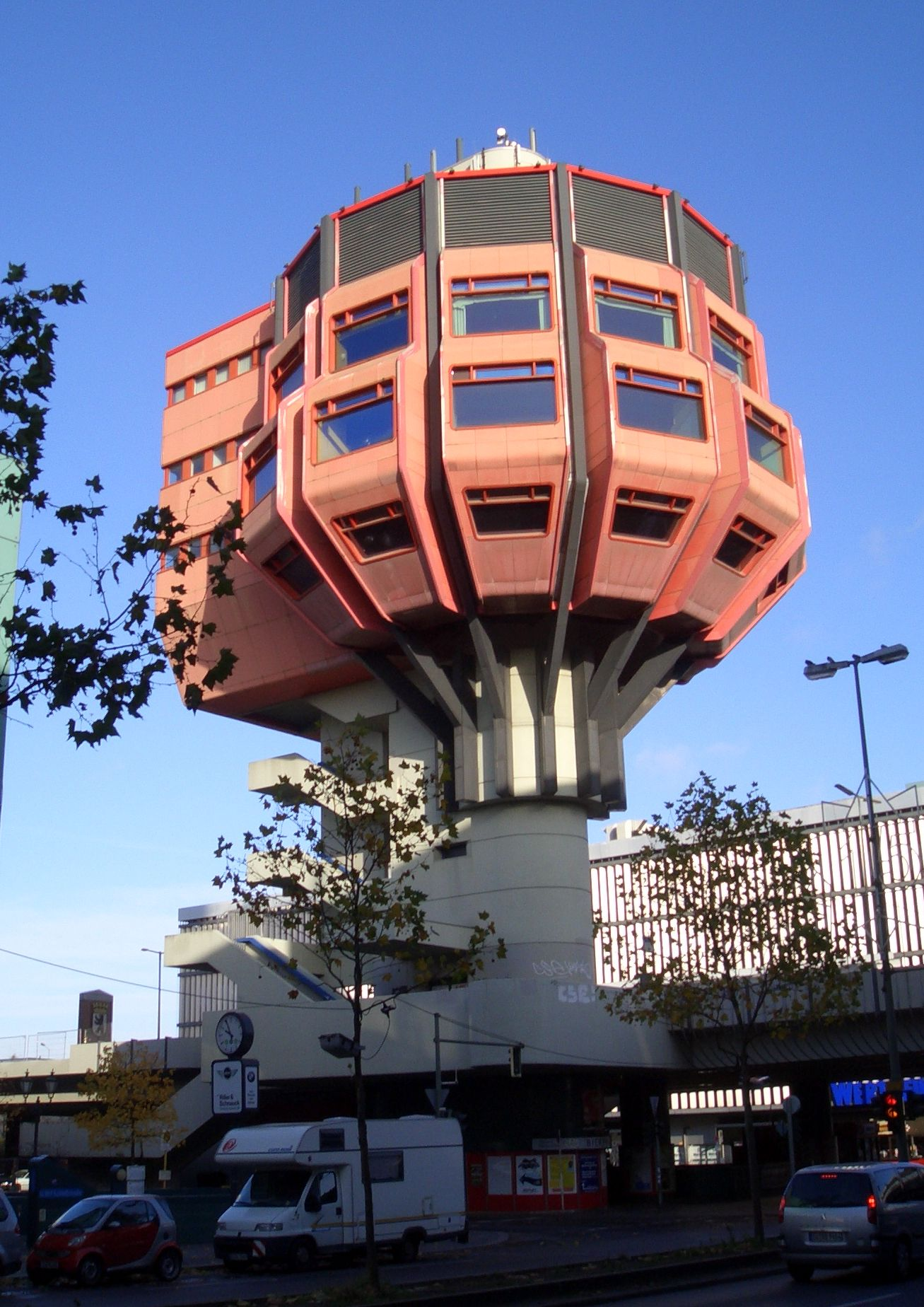
Der Bierpinsel, 2008

Als Bierpinsel wird im Berliner Volksmund ein 47 Meter hohes Gebäude in futuristisch anmutender Poparchitektur der 1970er Jahre im Berliner Ortsteil Steglitz bezeichnet, in dem sich das Turmrestaurant Steglitz befindet. Seit Januar 2017 steht der Bau unter Denkmalschutz.

## Das Gebäude

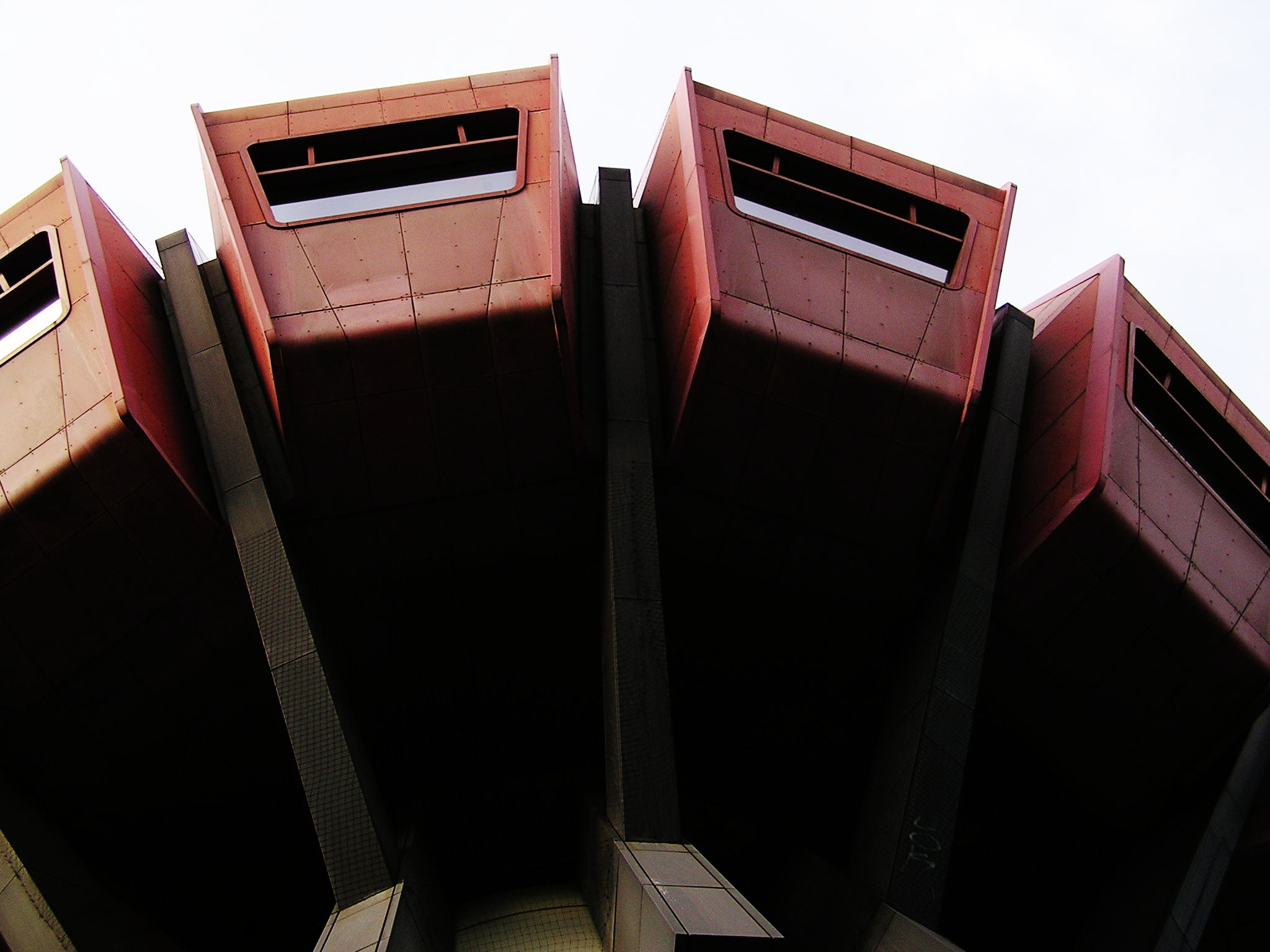
Architekturdetail

Das am 13. Oktober 1976 eröffnete Turmrestaurant Steglitz ist ein 47 Meter hoher Turm mit aufgesetztem Mehreckbau nebst Treppenturm. Das Gebäude wurde zwischen 1972 und 1976 nach Plänen der Architekten Ralf Schüler und Ursulina Schüler-Witte erbaut, die auch das ICC Berlin entwarfen. Es ist in die Joachim-Tiburtius-Brücke integriert, die an dieser Stelle die Steglitzer Schloßstraße am Franz-Amrehn-Platz in Form einer Schnellstraße überspannt.
Ziel der Entwürfe von Schüler und Schüler-Witte war es, den dominanten Charakter der Hochstraße, die als südöstliche Verlängerung der Schildhornstraße angelegt wurde, zu mildern und diese in Kombination mit dem Turmbau in die gewachsene Stadtstruktur einzubinden. Einmalig ist hierbei die einheitliche Gestaltung vom Untergrund, in Form der beiden übereinanderliegenden Bahnsteige des U-Bahnhofs Schloßstraße, bis zum Turm über den Straßen der Stadt. Gestaltendes Mittel war beim gesamten Gebäudekomplex der Sichtbeton mit roten Kunststoffverkleidungen bzw. Anstrichen. Er ist Teil der Pop-Art-Strömung und eines von wenigen architektonischen Kunstprodukten, das aus den 1970er Jahren erhalten blieb.
Der volkstümliche Name Bierpinsel, ein klassischer Berolinismus, lehnt sich an die Assoziation der Architekten für einen Baum. Die Berliner nannten das Gebäude bereits während seiner Bauzeit so, angeregt durch das rasierpinselähnliche Aussehen der in den Himmel ragenden Stahlträger des Tragwerks sowie der geplanten gastronomischen Verwendung. Der Bierpinsel ist eine markante Landmarke von Steglitz.

## Nutzung
Der als „Pleitebau“ geltende Bierpinsel stand zunächst leer, und es gestaltete sich schwierig, einen Pächter zu finden. Erst Mitte 1976 fand sich ein Berliner Geschäftsmann, der (zunächst mit zwei Partnern) bis 1980 erfolgreich im untersten Stockwerk ein Bier- und Weingewölbe, im zweiten Geschoss das Bierpinsel-Steakhaus mit einer der ersten Salatbars in Deutschland sowie im dritten Stock das große Turm-Café auf zwei Ebenen betrieb. In einem obersten vierten Stockwerk befanden sich Verwaltungs- und Lagerräume. Im Turm-Café wurde die wöchentliche Radiosendung Zweites Frühstück mit John Hendrik vom RIAS aufgezeichnet und eine Woche später gesendet.
Im Jahr 1980 erwarb die Restaurantkette Wienerwald den Bierpinsel als Ergänzung zu ihrem Tourotel (heute: Best Western-Steglitz International) am Ende der Schloßstraße. Eigentümer des Grundstücks, auf dem der Bierpinsel steht, ist das Land Berlin. Die jeweiligen Käufer des Gebäudes müssen mit dem Land Berlin einen Erbbauvertrag abschließen.
In den darauffolgenden Jahren konnte sich kein Betrieb lange halten und die Besitzer des Gebäudes wechselten häufig. Außen und innen bestand an dem Gebäude mittlerweile erheblicher Instandhaltungs- und Modernisierungsbedarf; 2002 wurde der Bierpinsel deswegen vorübergehend geschlossen. Von Februar 2003 bis März 2006 befanden sich eine Diskothek und eine Sport-Bar in dem Gebäude. Im Januar 2007 wurde die Schlossturm GmbH gegründet (HRB 105653 B), die den Betrieb von der Bierpinsel GmbH erwarb. Die neue Besitzerin beabsichtigte das Gebäude wieder gastronomisch zu bewirtschaften. Während seiner Sanierung vermietete sie ihn an private Veranstalter. Unter anderem eröffnete am 1. April 2010 im Bierpinsel vorübergehend ein Kunst-Café. Gleichzeitig wurde die Fassade des Bierpinsels von internationalen Streetart-Künstlern neu gestaltet.
Generell sollte das Gebäude wieder für Gastronomie und Veranstaltungen genutzt werden. Nachdem es im Winter 2010/11 zu einem Wasserschaden nach einem durch Frost verursachten Rohrbruch gekommen war, verhinderte ein Streit zwischen der Versicherung und den Besitzern die Sanierung und verzögerte so eine neue Nutzung.
In der im Dezember 2018 veröffentlichten Netflix-Serie Dogs of Berlin diente der Bierpinsel als Hauptquartier des LKA Berlin.
Im August 2017 wurde das Objekt auf der Website von Sotheby’s zum Erwerb für 3,2 Millionen Euro angeboten. Nachdem dieser jedoch gescheitert war, plante die Schlossturm GmbH eine Umnutzung der Immobilie: Schwerpunkt sollen nicht mehr die Gastronomie, sondern Büros sein. Zielgruppe sind dabei insbesondere Start-up-Unternehmen. Zu diesem Zweck ist auf drei Etagen die Einrichtung von Coworking-Spaces geplant. Die gastronomische Nutzung soll hingegen in den Hintergrund treten, lediglich ein einzelnes öffentliches Café ist vorgesehen. Das Konzept wurde im September 2021 beim Verkauf an die Immoma-Gruppe um Geschäftsführer Götz Fluck bestätigt. Die Umbauarbeiten sollten 2023 beginnen. Im September 2023 war damit jedoch noch nicht begonnen worden. Stattdessen sollte ein Antrag auf ein Zwischennutzungskonzept eingereicht werden, von dem inzwischen Abstand genommen wurde.
Im Jahr 2025 sollte der Bierpinsel wiedereröffnet werden, zum Jahresbeginn 2025 sprach Fluck jedoch von weiteren drei bis vier Jahren Wartezeit. Grund hierfür seien der ausstehende Bauantrag und das Interesse, das bisher per Erbbauvertrag nutzbare Grundstück nachträglich zu erwerben sowie die abschließende Klärung der Fassaden- und Dachgestaltung.